# Richard Oswald Karl Kräusel
Richard Oswald Karl Kräusel (Breslavia, 29 de agosto de 1890-Fráncfort del Meno, 25 de noviembre de 1966) fue un botánico y paleobotánico alemán.

## Biografía
Era hijo de Carl Friedrich Wilhelm Kräusel y de Katharina Barthl. Se casó el 3 de junio de 1915 con Mathilde Luise Wellenstein con quien tuvo tres hijos.

### Carrera
En 1913, en Breslavia, obtuvo su doctorado en paleobotánica, bajo la supervisión de Ferdinand Albin Pax: «Conocimiento de los paleobosques de lignito de Silesia». En la Primera Guerra Mundial fue geólogo militar, en el sudeste de Europa. Y fue a partir de 1920 a 1921, profesor en el Goethe Gymnasium de Fráncfort del Meno. Trabajó en estrecha colaboración con la Sociedad de Investigación de la Naturaleza Senckenberg. En 1920, es habilitado en la Universidad de Frankfurt, donde enseñó desde 1925 paleobotánica, a partir de 1928 como no regular; y a partir de 1939 profesor asociado. En 1938 se convirtió en jefe honorario de la colección paleobotánica del Senckenbergische Naturforschende Gesellschaft, un Departamento separado en 1941. En 1952 se retiró como maestro, pero continuó en el Senckenberg Gesellschaft. Y en 1966, fue sucedido en el liderazgo, por su estrecho colaborador Friedemann Schaarschmidt.
Se ocupó de las plantas de todos los períodos de los precámbricos (estromatolitos) y de las primeras plantas terrestres del Devónico en el Terciario. Y reconoció pronto la importancia de la palinología, y practicó una mayor participación de anatomía de las plantas en la paleobotánica como de costumbre hasta entonces. Junto a su amigo Hermann Weyland examinó la flora devónica, en Renania; y después realizó reconstrucciones de follaje del Terciario. Otros puntos clave fueron maderas de coníferas fósiles y la flora del Mesozoico en el sur de Alemania, Austria (en particular Lunz) y Suiza (en Basilea), por ej. en Ginkgoales y Bennettitales. Se comprometió, entre otras cosas, con viajes de investigación al sudeste de Asia (1921, 1926), América del Norte (1928, 1959, particularmente el período devónico), Sudáfrica, Namibia (1928, 1953-1954, 1963), América del Sur (1924, 1947, Brasil 1956/57) India (1960-1961, 1964, donde fue profesor en el Instituto de Sahni Birbal de Paleobotánica, Lucknow), por lo tanto, todas áreas del Gondwana. Sus últimos viajes también fueron causadas por la destrucción del castillo, cerca de Frankfurt, donde se hallaba sus colecciones, por los bombardeos en la Segunda Guerra Mundial.

## Algunas publicaciones
- Versunkene Floren. Eine Einführung in die Paläobotanik. Senckenberg Buch 25, 1950
- con Hermann Weyland. Die Flora des deutschen Unterdevon. Abh. Preuß. Geolog. Landesanstalt, Neue Folge 131: 1-92, 1930
- con Hermann Weyland. Beiträge zur Kenntnis der Devonflora. Fasc. 1-3, Senckenbergiana 5: 154-184, 1923, Abhandlungen der Senckenbergischen Naturforschenden Gesellschaft 40: 115-155, 1926, 41: 315-360, 1929
- Die fossilen Koniferenhölzer. Palaeontographica 62: 185–280, 1919 Palaeontographica 89 B: 83-203, 1949
- Untersuchungen zur mesozoischen Florengeschichte des alpinen und süddeutschen Raumes. Fasc. 1–3, Palaeontographica 84 B: 21-43, 1938, 87 B: 59-93 1943, 89 B: 35-82, 1949
- Die Pflanzen des schlesischen Tertiärs. Jahrbuch der Preußischen Geologischen Landesanstalt 38: 1–338 1920
- Die paläobotanischen Untersuchungsmethoden. Fischer, Jena 1929, 1950
- Mitteleuropäische Pflanzenwelt. Kronenverlag, Hamburgo 1954
- con Friedemann Schaarschmidt: Die Keuperflora von Neuewelt bei Basel. 1–4, Schweizer paläontologische Abhandlungen 71: 1-27, 1955, 77: 1-19, 1959, 84: 1–64 1966

## Reconocimientos
- 1963: doctor honoris causa, por la Universidad de Durham

### Miembro de sociedades científicas
- 1954: correspondiente de la Sociedad Botánica de América
- 1957: de Leopoldina (1957) y miembro honorario de la Sociedad de la paleobotánica de la India. En 1963 fue nombrado doctor honoris causa por la Universidad de Durham. Por su 60 cumpleaños en 1950 recibió la medalla de Hierro Senckenberg.

## Eponimia
- (Trapaceae) Trapa krauselii V.N.Vassil.[2]